# Reg Arnold
Reg Arnold (* 25. Januar 1919 in London; † 15. Januar 1963 in Mannheim) war ein britischer Jazz- und Unterhaltungsmusiker (Trompete).

## Wirken
Arnold wurde zunächst bekannt als Mitglied in der Combo von Vic Lewis und Carlo Krahmer, mit denen er auch seit 1938 mehrfach im Aufnahmestudio war. 1946 nahm er zudem mit dem Orchester von Vic Lewis im Stil von Stan Kenton auf. 1947 wechselte er zum Modern Jazz und trat bei der Melody Maker Jazz Rally auf. Stilistisch orientierte er sich nun am Spiel von Dizzy Gillespie. Ebenso wie Denis Rose spielte er mit Johnny Dankworth, Ronnie Scott und Jimmy Skidmore auf der klassischen Aufnahme Jazz at the Town Hall von 1948. Außerdem gehörte er 1948 zu Alan Deans All Star Sextet und entwickelte sich in dieser Phase schnell „zu einem aufregenden Solisten“ im neuen Bebop-Idiom.
Dann arbeitete Arnold mit einer Reihe von bekannten Tanzbands, bevor er zwischen 1950 und 1955 dem Orchester von Joe Loss angehörte. Gemeinsam mit dem Sänger Howard Jones bildete er anschließend ein komödiantisch-musikalisches Duo, das 1956 für Parlophone aufnahm und im Varietébereich erfolgreich war. Kurzzeitig leitete er auch als Organist eine kleine Band. Auf einer Tournee des Duos in Deutschland starb er vorzeitig im Alter von dreiundvierzig Jahren an einem Herzinfarkt, als er im Januar 1963 ein Auto aus einer Schneeverwehung schob.